# Józef Biesaga
Józef Biesaga (zm. 1972) – polski rolnik, Sprawiedliwy wśród Narodów Świata.

## Życiorys
Józef Biesaga wspólnie z żoną Stefanią prowadził gospodarstwo rolne w Smardzowicach. Miał czwórkę dzieci. W czerwcu 1941 r. Biesagowie ukryli na strychu znajomą sprzed wojny, zbiegłą z obozu w Płaszowie Dorę Nassan, z trzymiesięczną córką. Ze względu na poczucie zagrożenia jesienią 1941 r. rodzina Nassan przeniosła się do kryjówki położonej w lesie, gdzie została zdekonspirowana, a następnie rozstrzelana w kirkucie w Skale. Mężowi Dory, Dawidowi Nassanowi, udało się zbiec, po czym został ukryty w gospodarstwie Biesagów. W stodole był ukrywany do wyzwolenia regionu przez Armię Czerwoną w styczniu 1945 r., łącznie przez 37 miesięcy. Drugą osobą ukrywaną przez Biesaga był Samuel Zelinger, brat Dory. 
13 lutego 2000 r. Józef Biesaga został uznany przez Jad Waszem za Sprawiedliwego wśród Narodów Świata.